# 戈納夫區
戈納夫區（法語：La Gonâve），是海地的區，位於該國西部，由西部省負責管轄，面積689.6平方公里，2015年該區人口87,077，人口密度為每平方公里126.3人。